# Merremia pterygocaulos
Merremia pterygocaulos är en vindeväxtart som först beskrevs av Jacques Denys Denis Choisy, och fick sitt nu gällande namn av Hallier f. Merremia pterygocaulos ingår i släktet Merremia och familjen vindeväxter. Inga underarter finns listade i Catalogue of Life.